# Live & Loud 2009
Live & Loud 2009 es el primer álbum en vivo de la banda Buckcherry, lanzado el 29 de septiembre de 2009. Las canciones fueron grabadas durante la actuación en vivo de la banda el 5 de mayo en Shaw Conference Centre en Edmonton, Alberta, Canadá. Aparecen actuaciones también en Medicine Hat, Calgary, Regina, Saskatoon y Vancouver. Aparecen sencillos de los álbumes pasados como, "Lit Up", "Ridin'", "Sorry", "Crazy Bitch", y "For the Movies" y canciones de su álbum de 2008, Black Butterfly.

## Lista de canciones
1. "Tired of You" - 3:44
2. "Next 2 You" - 3:56
3. "Broken Glass" - 4:39
4. "Check Your Head" - 4:56
5. "Lit Up" - 4:42
6. "Talk to Me" - 3:48
7. "Rescue Me" - 3:48
8. "Rose" - 4:02
9. "For the Movies" - 5:13
10. "Ridin'" - 4:41
11. "Lawless and Lulu" - 4:27
12. "Everything" 4:31
13. "Sorry" - 4:04
14. "Crazy Bitch" - 7:37
15. "Cream" - 4:05